# Mazzano Romano
Mazzano Romano ist eine italienische Gemeinde in der Metropolitanstadt Rom in der Region Latium mit 2936 Einwohnern (Stand 31. Dezember 2023). Sie liegt 44 km nördlich von Rom.

## Geographie
Mazzano Romano liegt über der tief eingeschnittenen Schlucht des Treja, in der historischen Landschaft der Falisker. Es ist Sitz des Naturparks Valle del Treja, der sich über das Gemeindegebiet von Mazzano und der Nachbargemeinde Calcata erstreckt. Bekanntestes Naturschauspiel sind die Cascate di Monte Gelato.
Die Nachbargemeinden sind Calcata (VT), Campagnano di Roma, Castel Sant’Elia (VT), Faleria (VT), Magliano Romano, Nepi (VT).

### Verkehr
Mazzano ist über die Strada Statale 2 Via Cassia, Abfahrt Sette Vene mit dem Fernstraßennetz verbunden.

## Geschichte
Zahlreiche Funde beweisen, dass das Gebiet von Mazzano schon zur Zeit der Falisker und Römer besiedelt war. Der Name Mazzano leitet sich angeblich von der römischen Adelsfamilie Matius her. Urkundlich fassbar wird Mazzano allerdings erst, als 945 Alberich II., Herzog von Spoleto, den Ort an das Kloster Santi Andrea e Gregorio in Rom schenkte, bei dem es bis 1526 verblieb. Danach erwarb es die Familie Orsini-Anguillara, die es 1599 an den späteren Kardinal Lelio Biscia verkaufte. Nach dessen Tode 1638 gelangte sie zwanzig Jahre später an die Familie der Marchesi del Drago, die über den Ort bis zur Bodenreform der Ente Maremma 1951 verfügte. Seit der Verleihung durch Papst Gregor XVI. im Jahre 1832 führten sie den Titel Fürst von Mazzano.
Seit 1872 nennt sich die Gemeinde offiziell Mazzano Romano.

## Bevölkerungsentwicklung
| Jahr      | 1881 | 1901 | 1921 | 1936 | 1951 | 1971 | 1991 | 2001 | 2022 |
| --------- | ---- | ---- | ---- | ---- | ---- | ---- | ---- | ---- | ---- |
| Einwohner | 588  | 933  | 1189 | 1298 | 1475 | 1626 | 2182 | 2536 | 2969 |

Quelle: ISTAT

## Politik
Remo Marcatili (Bürgerliste Nuovo Impegno Nuove Prospettive) wurde im Juni 2009 zum Bürgermeister gewählt. Er löste Luciano Litta (seit 1999) ab, der nicht mehr kandidierte. Seit dem 6. Mai 2012 war Angelo Mancinelli Bürgermeister; mit der Wahl am 11. Juni 2017 tritt Nicoletta Irato an seine Stelle.

## Sehenswürdigkeiten
- Von der alten Pfarrkirche S. Nicola von 1563, deren Fassade Vignola zugeschrieben wurde, stehen nur noch Reste des Chors mit fragmentarischen Altären. Sie wurde 1940 wegen Einsturzgefahr abgebrochen. Eine moderne Nachfolgekirche wurde im neuen Ortsteil Mazzanos errichtet.
- Die Kapelle San Sebastiano westlich außerhalb des historischen Zentrums weist an der linken Wand und der Rückwand Fresken auf, die jeweils eine Madonna mit Kind und Heiligen zeigen.
- Im Ortszentrum erhebt sich der Palazzo Baronale der Familie Biscia aus dem 16. Jahrhundert, dessen Tor deren Wappen einschließt.
- In der Gemarkung Narce wird seit 1985 ein faliskisches Heiligtum freigelegt, dessen Funde, besonders Tonmasken und Eisengeräte, in das Museum von Mazzano gelangten.